# Атт Навий
Атт Навий или Атий Навий или Атт Невий (лат. Attus Navius, Attius Navius, Attus Naevius) — легендарный авгур VII—VI века до н. э. (?), по легенде разметил районы города Рима. Историчность этой личности сомнительна.
Был сыном крестьянина и из-за бедности ещё в детстве был вынужден пасти свиней. Когда его отец убедился в необыкновенных способностях Атта Навия к толкованию воли богов, он отдал сына учиться науке авгуров сперва к римским, а затем этрусским жрецам.
По легенде, которую передает Цицерон, Атт Навий, когда одна из его свиней потерялась в винограднике, попросил у бога помощи, пообещав отдать ему самую большую гроздь винограда, какую только сможет отыскать. После того как свинья нашлась, он обратился лицом к югу и поделил виноградник на 4 части.
Используя птиц, он обнаружил огромную гроздь винограда на 4-й по счёту части виноградника. Именно после этого случая он прославился как авгур и даже привлек внимание Тарквиния, который решил его испытать, спросив: исполнится ли то, что он пожелал? На это Атт ответил положительно. Тогда Тарквиний сказал, что желал, чтобы бритва разрезала камень, и Атт Навий разрезал камень бритвой, после чего и царь стал пользоваться услугами авгура.
Тит Ливий рассказывает, что эпизод с рассечением камня произошёл из-за того, что Атт Навий воспрепятствовал Тарквинию создать новую центурию:

А так как Ромул учредил центурии по совершении птицегаданья, то Атт Навий, славный в то время авгур, объявил, что нельзя ничего ни изменить, ни учредить наново, если того не позволят птицы. Это вызвало гнев царя, и он, как рассказывают, насмехаясь над искусством гадания, промолвил: «Ну-ка, ты, божественный, посмотри по птицам, может ли исполниться то, что я сейчас держу в уме»

## Разметка районов города
Цицерон приписывает Атту Навию заслугу в разметке районов города Рима. Также он утверждает, что легендарный авгур жил во времена Тарквиния Древнего.
Разметка, по-видимому, была проведена по аналогии с той, что, по легенде, была им осуществлена на винограднике, который он разделил на 4 части.
По-видимому, имеется в виду реформа, по которой Рим был разделен на 4 трибы. Однако эту реформу провёл уже преемник Тарквиния Гордого, Сервий Туллий.
Таким образом, если Атт Навий и существовал на самом деле, то либо жил и при Тарквинии и при Сервии Туллии, либо только при Туллии.
Правда, в трактате «О природе богов» Цицерон утверждает, что его авгуриями (то есть гаданиями) пользовался ещё Тулл Гостилий и, руководствуясь ими, провёл ряд удачных войн. Таким образом, согласно Цицерону, он жил сначала при Гостилии, а затем при Тарквинии. Возможно, что легенда о разметке Аттом Навием — не более чем фольклорное отражение реформы Сервия Туллия.
Также ему был поставлен памятник:

Изваяние Атта с покрытою головой стоит на том месте, где это случилось: на Комиции, на самих ступенях, по левую руку от курии. И камень, говорят, был положен на том же месте, чтобы он напоминал потомкам об этом чуде.

А авгурии с тех пор стали обязательным обычаем при принятии важных решений.